# Aquincum
Aquincum è l'antica città romana alla periferia dell'attuale Budapest, nella zona di Óbuda, sulla riva destra del Danubio. A partire dal principato dell'imperatore Domiziano, qui sorse una fortezza legionaria per fronteggiare le popolazioni germaniche dei Quadi e sarmatiche degli Iazigi. Divenne la capitale della nuova provincia della Pannonia inferiore, o a partire dalla divisione operata da Traiano del 103 (anche se inizialmente era Sirmio sulla Sava), o forse dopo la nuova suddivisione operata da Caracalla nel 212-214, fino alla riorganizzazione provinciale operata da Diocleziano.

## Storia

### Da Claudio a Traiano
Fu sede di un importante forte ausiliario di un'ala di cavalleria (190 x 250 metri circa), installato nei pressi dell'attuale quartiere di Víziváros già dai tempi di Claudio (49-50), su un precedente sito celtico. La costruzione di tale postazione militare fu resa necessaria quando Vannio, re dei Quadi e dei Marcomanni (dal 19 al 50 ca.), fu cacciato dai suoi stessi sudditi, grazie anche all'aiuto del re degli Ermunduri, un certo Vibilio, e dei Lugi. In questa circostanza l'imperatore Claudio, preoccupato per i disordini venutisi a creare a nord del fiume Danubio, pur rifiutandosi di intervenire direttamente in questa contesa, ordinò al governatore della Pannonia, un certo Sesto Palpellio Istro, "di disporre una legione con un corpo scelto di milizie ausiliarie sulla riva del Danubio" per proteggere i perdenti e dissuadere i barbari vittoriosi dalla tentazione di invadere la provincia. Fu così che, proprio in questa circostanza, furono "aperti" sia i forti ausiliari di Aquincum e Brigetio, sia la fortezza legionaria di Carnuntum, lungo il limes danubiano.
Nel 73 la cohors I Tungrorum Frontoniana costruì un nuovo forte (140 x 180 metri circa) nell'odierna zona di Óbuda, che sembra essere stato distrutto durante la seconda fase della guerra suebo-sarmatica nel 92-93 e dove fu posizionata in questi primi anni (almeno fino alla metà degli anni 80). In seguito a questi eventi venne dislocata un'unità di equites singulares, che qui rimasero almeno fino al III secolo.
Per diversi secoli Aquincum svolse la funzione di base legionaria (415 x 415 metri, pari a circa 16,6 ha), presumibilmente a partire dall'89, durante la prima fase della guerra suebo-sarmatica, iniziata da Domiziano e conclusa da Traiano nel 97.
La prima legione che qui fu acquartierata per pochi anni, attorno alla fine del I secolo (dall'89 al 92), potrebbe essere stata la legio V Alaudae o la legio XXI Rapax, una delle quali fu completamente distrutta in seguito ad un'invasione dei Sarmati Iazigi. Venne quindi inviata in sostituzione la II Adiutrix, che qui rimase fino al V secolo. Quest'ultima unità partecipò in toto o anche solo con alcune sue vexillationes a numerose campagne militari dei secoli successivi, ad es.:
- in Dacia sotto Traiano dal 101 al 106 e in Partia dal 114 al 116 (forse sostituita dalla X Gemina);
- ancora in Partia sotto l'alto comando di Lucio Vero dal 163 al 166 (sostituita in questo caso, da alcune vexillationes della IIII Flavia Felix).

La fortezza fu poi ricostruita e ampliata agli inizi del regno di Adriano, nel 118/119, al termine della crisi sarmatica: le sue dimensioni all'epoca erano di 520x460 metri.

### Dagli Antonini ai Severi
Questa fortezza legionaria fu coinvolta sia nella guerra che scoppiò "a cavallo" dei regni di Adriano e Antonino Pio degli anni 136-142 (al termine della fu celebrato: Rex Quadis datus), sia in quella ben più devastante, che scoppiò al tempo di Marco Aurelio contro le vicine popolazioni germaniche dei Quadi (a nord-ovest, in Slovacchia) e sarmatiche degli Iazigi (ad est, nella piana del Tibisco) tra il 170 ed il 182.

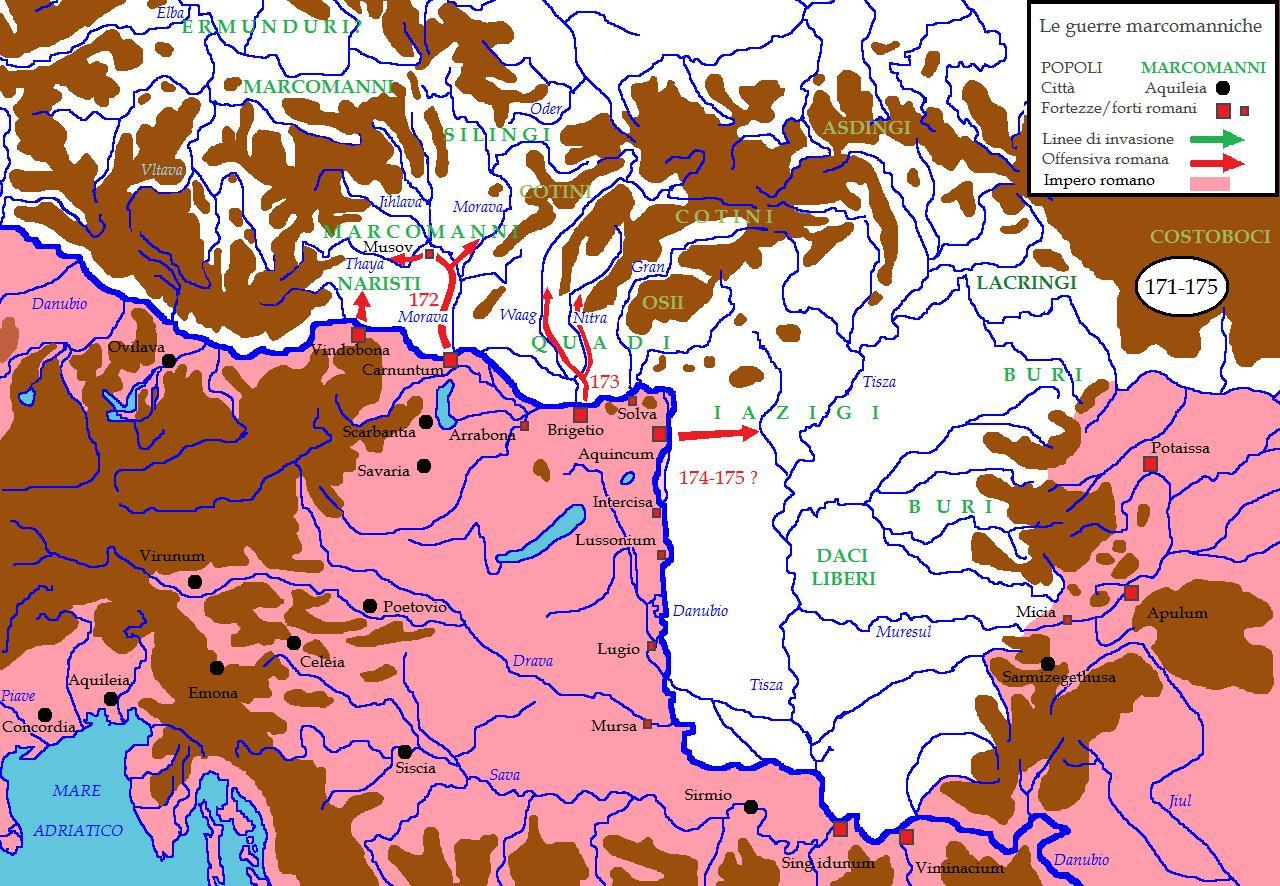
Il castrum di Aquincum fu importante base militare per condurre gli attacchi da ovest ad est (vedi freccia rossa), contro le popolazioni degli Iazigi, durante la prima fase delle guerre marcomanniche degli anni 172–175

Si racconta, infatti, che sia Marco Aurelio, sia il figlio Commodo, combatterono una lunga ed estenuante guerra contro le popolazioni barbariche, prima respingendole e "ripulendo" i territori della Gallia cisalpina, Norico e Rezia (170–171), poi contrattaccando con una massiccia offensiva in territorio germanico, che richiese diversi anni di scontri, fino al 175. Questi avvenimenti costrinsero lo stesso imperatore a risiedere per numerosi anni lungo il fronte pannonico, senza mai far ritorno a Roma. La tregua apparentemente sottoscritta con queste popolazioni, in particolare Marcomanni, Quadi e Iazigi, durò però solo un paio d'anni. Alla fine del 178 l'imperatore Marco Aurelio era costretto a fare ritorno nel castrum di Brigetio da dove, nella successiva primavera del 179, fu condotta l'ultima campagna. La morte dell'imperatore romano nel 180 pose presto fine ai piani espansionistici romani e determinò l'abbandono dei territori occupati della Marcomannia, sebbene il figlio Commodo, avesse continuato a combattere a fasi alterne nella piana del Tibisco negli anni successivi (almeno fino al 188/189). Anche Aquincum costituì un'importante base strategica per condurre attacchi contro le popolazioni degli Iazigi da occidente, anche con la costruzione in questi anni dei forti ausiliari in barbarico di Transaquincum e Contra Aquincum, sulla sponda sinistra del Danubio, opposta alla fortezza legionaria.
Sotto Settimio Severo, in occasione di un suo viaggio lungo il limes danubiano (nel 202), il vicino agglomerato civile ottenne lo status di colonia, che oggi corrisponde al quartiere di Óbuda (nell'odierna Budapest, capitale dell'Ungheria).

### La invasioni del III secolo fino alla riorganizzazione di Diocleziano
Sotto l'imperatore Caracalla (attorno al 213), anche alcune iscrizioni sembrano essere attinenti a possibili spedizioni punitive contro i Daci liberi del Banato, compresi tra la Pannonia inferiore ad occidente e la Dacia ad oriente. E sempre allo stesso anno sarebbero da attribuire anche due altre incursioni in Dacia e in Pannonia inferiore, lungo il tratto danubiano attorno ad Aquincum, ad opera di Carpi e Vandali.
L'anno successivo (nel 214) Caracalla partì nuovamente per il fronte danubiano, poiché al principio dell'anno o forse già alla fine del precedente, si erano verificate nuove incursioni tra Brigetio e Aquincum da parte di Quadi e sarmati Iazigi. L'imperatore, in seguito a questi eventi e nel tentativo di cercare di mantenere inalterata la situazione clientelare lungo il Danubio, fu costretto a giustiziare il re dei Quadi, Gabiomaro, per le resistenze che si erano create da parte di questo popolo, alleato dei Romani dai tempi di Marco Aurelio ma che recentemente si era rivoltato al potere romano, invadendo al principio dell'anno le due Pannonie. Caracalla riuscì, infine, a battere anche gli Iazigi, alleati probabilmente a Quadi e Vandali, assumendo l'appellativo di Sarmaticus, come si racconta nella biografia del fratello Geta In seguito a questi avvenimenti, la Pannonia inferiore fu ampliata, includendo ora anche la fortezza legionaria di Brigetio, oltre a quella di Aquincum (che divenne capitale), in modo che ognuna delle due Pannonie potesse disporre di due legioni.
Nel 228, sotto il regno di Alessandro Severo, gli Iazigi portarono una nuova incursione lungo il limes della Pannonia inferiore, e ancora negli anni 231–232. Nel respingerne questa nuova incursione fu decisivo l'intervento del futuro imperatore Marco Clodio Pupieno Massimo.

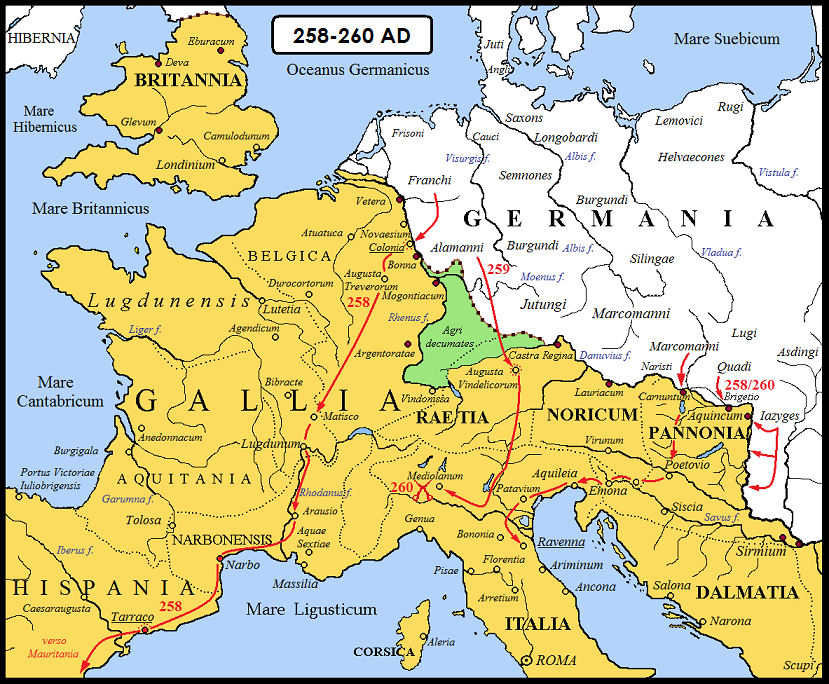
Invasioni in Occidente di Franchi, Alamanni, Marcomanni, Quadi, Iazigi e Roxolani degli anni 258–260

Pochi anni più tardi, negli anni 236–237, Massimino Trace, condusse nuove campagne contro i sarmati Iazigi della piana del Tibisco. Egli aveva un sogno: quello di emulare il grande Marco Aurelio e conquistare la libera Germania Magna. Il suo quartier generale fu posto a Sirmio, al centro del fronte pannonico inferiore e dacico. Così infatti riporta la Historia Augusta:
(Historia Augusta - I due Massimini, 13.3.)
Al termine di queste operazioni, che coinvolsero anche la fortezza legionaria di Aquincum, fu conferito a Massimino l'appellativo di Sarmaticus maximus. Una decina di anni più tardi (negli anni 245–247), fu istituito un comando militare generale e centralizzato per l'intera frontiera del medio e basso Danubio che avrebbe dovuto comprendere, pertanto, le province di Pannonia inferiore, Mesia superiore ed inferiore, oltre alle Tre Dacie, a Sirmio. A capo di questo distretto militare, che coinvolgeva anche Aquincum, fu posto Pacaziano.
Negli anni tra il 258 e 262 il fronte della Pannonia inferiore fu posto sotto continuo assedio da parte delle popolazioni della valle della Tisza, come gli Iazigi ed i Vandali. La cattura di Valeriano da parte dei Persiani generò, inoltre, oltre alla secessione ad occidente dell'Impero delle Gallie, una serie continua di usurpazioni, per lo più tra i comandanti delle provincie militari danubiane (periodo denominato dei "trenta tiranni"). Gallieno, costretto a combattere su più fronti contemporaneamente per difendere la legittimità del suo trono, impiegò buona parte delle armate preposte a difesa dei confini imperiali per contrastare molti di questi generali che si erano proclamati imperatori. Il risultato fu di lasciar sguarniti ampi settori strategici del limes, provocando una nuova invasione da parte dei Sarmati in Pannonia, al punto che sia Aquincum, sia Intercisa furono saccheggiate. E fu solo in seguito ad un successivo intervento dello stesso Gallieno, che gli invasori furono respinti.
Nel novembre del 270, mentre il neo imperatore, Aureliano, si trovava ancora a Roma, per ricevere dal Senato in modo ufficiale i pieni poteri imperiali, una nuova invasione generò il panico, questa volta nelle province di Pannonia superiore ed inferiore, che evidentemente Aureliano aveva sguarnito per recarsi in Italia a respingere l'invasione degli Iutungi. Si trattava questa volta dei Vandali Asdingi, insieme ad alcune bande di Sarmati Iazigi. Anche in questa circostanza il pronto intervento dell'imperatore in persona costrinse queste popolazioni germano-sarmatiche a capitolare e a chiedere la pace. Aureliano costrinse i barbari a fornire in ostaggio molti dei loro figli, oltre ad un contingente di cavalleria ausiliaria di duemila uomini, in cambio del ritorno alle loro terre a nord del Danubio. Per questi successi ottenne l'appellativo di Sarmaticus maximus.
Nel 278, l'imperatore Marco Aurelio Probo, fu costretto a volgere le sue armate verso il fronte del medio Danubio, percorrendo il grande fiume e passando in rassegna tutte le truppe del Norico, della Pannonia superiore e inferiore (dove riuscì a battere gli Iazigi ed i Vandali), e della Tracia. Per questi ultimi successi sulle monete fu coniata la frase "RESTITUTOR ILLIRICI" ("restauratore dell'Illirico").
Nel 282, alla morte di Probo, le popolazioni sarmatiche degli Iazigi, che pochi anni prima erano state sottomesse, si unirono ai Quadi e ripresero le ostilità, sfondando il limes pannonico e mettendo in pericolo l'Illirico, la Tracia la stessa Italia. Fu così che l'anno successivo, nel 283, il nuovo imperatore Marco Aurelio Caro affidò la parte occidentale dell'impero al figlio maggiore, Carino, e si recò in Oriente per affrontare i Sasanidi. Carino, intervenuto con prontezza e determinazione, riuscì a intercettare le bande di armati germano-sarmatici che avevano sfondato il limes in Pannonia e ne fece grande strage. La Historia Augusta narra infatti:
(Historia Augusta - Caro Carino Numeriano, 9.4.)
A commemorazione della vittoria, nel 284 ricevette l'appellativo di Germanicus maximus, celebrò un trionfo a Roma e batté moneta dove erano raffigurati alcuni prigionieri barbari con la dicitura Triumfus Quadorum. Anche in questo caso Quadi e Iazigi potrebbero aver compiuto insieme le loro scorrerie nei territori delle due Pannonie, e soltanto l'anno successivo sarebbero stati definitivamente vinti da Diocleziano.

### Dalla Tetrarchia al V secolo

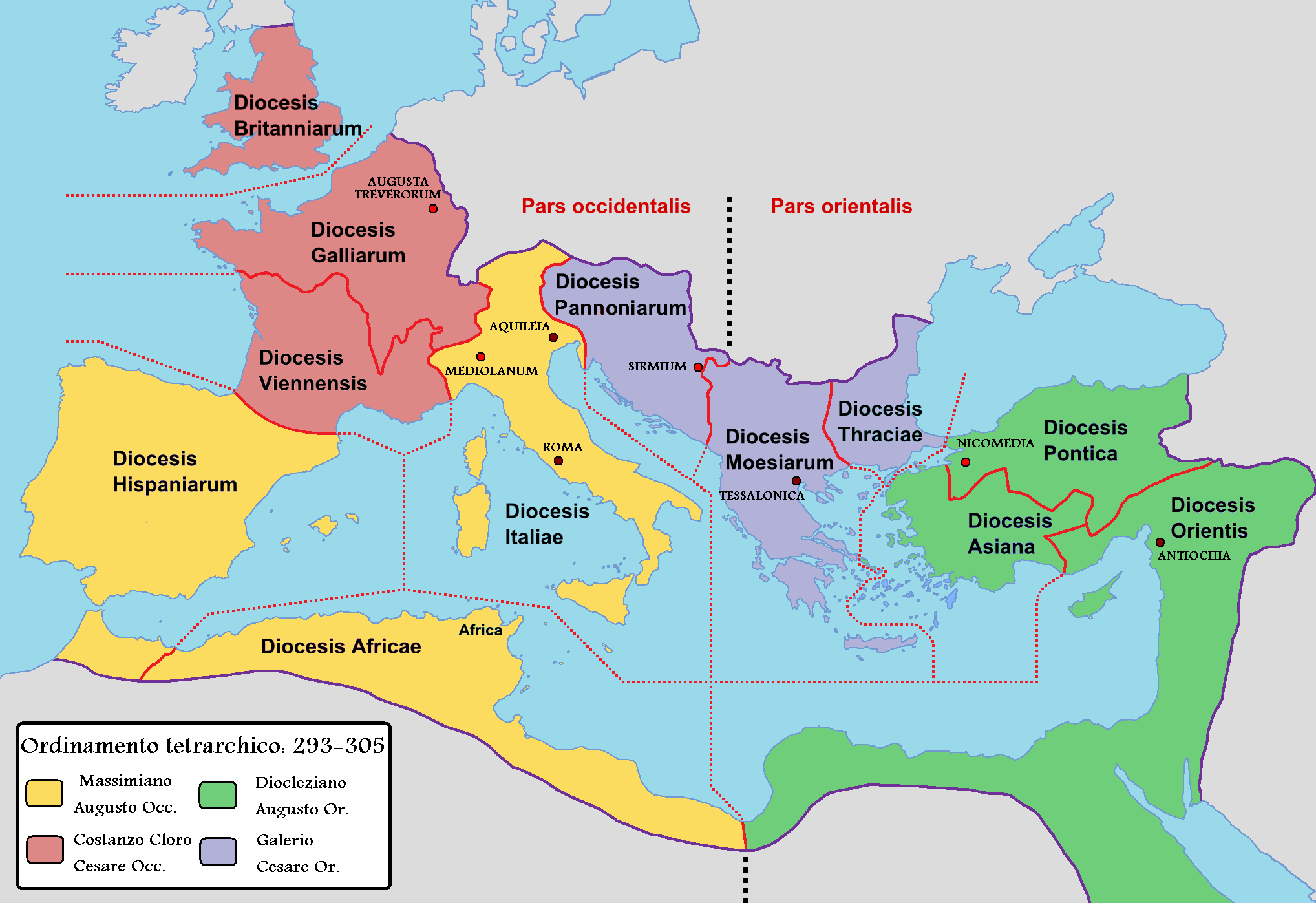
Le 12 diocesi nella nuova divisione tetrarchica dell'impero romano voluta da Diocleziano attorno al 300, con Aquincum ancora capitale della Pannonia inferiore

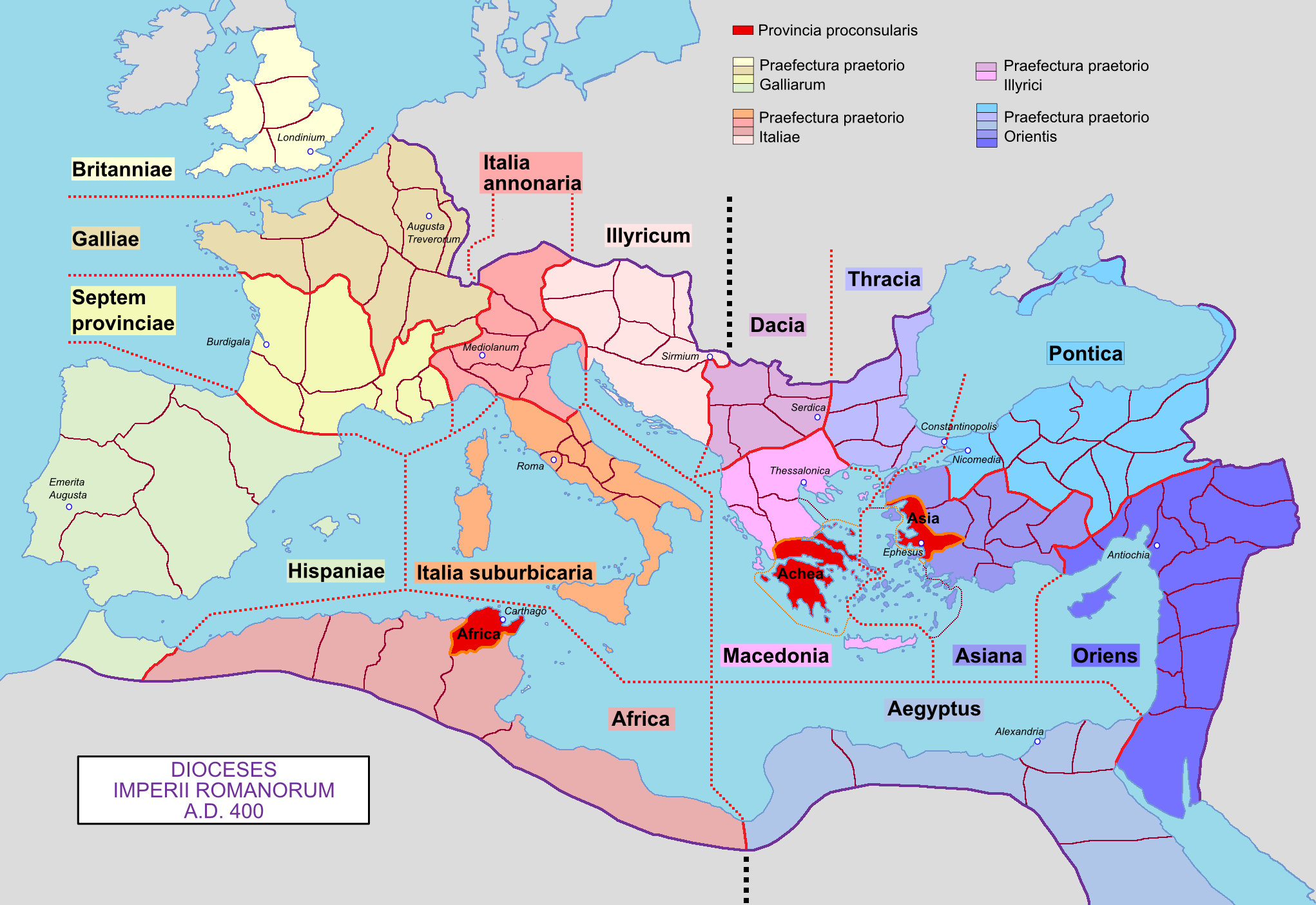
La divisione amministrativa dell'impero in prefetture e diocesi. La cartina, che riproduce la situazione alla fine del IV secolo d.C., mostra la parte occidentale dell'Illirico unita all'Italia (Aquincum inclusa), divisione che avvenne solo nel 395 d.C. Al tempo della tetrarchia, l'Illirico non era diviso

Nel 285, al nuovo ed unico imperatore, Diocleziano, toccò respingere nuove invasioni germano-sarmatiche sia in Mesia sia in Pannonia, ancora una volta favorite dall'aver sguarnito le frontiere del medio-basso tratto danubiano a causa della recente guerra civile. In seguito a tali successi ricevette l'appellativo di Germanicus maximus e Sarmaticus maximus, avendo battuto in modo decisivo Quadi e Iazigi. Alcuni anni più tardi (nel 293), Diocleziano si recò a Sirmio per organizzare una nuova campagna militare per l'anno successivo contro i sarmati Iazigi, insieme a Galerio appositamente creato Cesare dal 1º aprile del 293. L'anno seguente, infatti, ottenne un nuovo significativo successo sulle tribù sarmatiche, tanto da essere acclamato per la terza volta con il titolo di Sarmaticus maximus, grazie ai successi conseguiti insieme a Galerio. Costantino I condusse tra gli anni 322 ed il 334 alcune spedizioni oltre il Danubio contro gli Iazigi, che videro coinvolta la stessa fortezza di Aquincum (le cui dimensioni ora furono di 720 x 300 metri, con mura il cui spessore fu raddoppiato a quasi 3 metri). Al termine delle operazioni militari, gli Iazigi della piana del Tibisco, furono sottomessi e attorno ai loro territori fu ordinata la costruzione di un terrapieno su tre linee differenti, della lunghezza di 700 km circa (la cosiddetta diga del Diavolo) a protezione dei nuovi "clientes permanenti dei Romani", che da Aquincum raggiungeva Viminacium.
Qui fu acclamato Augusto, Valentiniano II il 22 novembre del 375. L'anno seguente l'abitato civile di Aquincum fu saccheggiato dai Vandali, ma il limes danubiano resse ancora per alcuni decenni alle devastazioni barbariche, tanto che al tempo della Notitia dignitatum nel 400, la legio II Adiutrix si trovava ancora nell'antico castrum. Nel 409 però cadde sotto i colpi delle armate degli Unni di Attila, che riuscì ad occupare poi tutta la Pannonia nel 433.

## Sito archeologico

### La fortezza legionaria di Óbuda
Di Aquincum restano oggi il vecchio centro militare, il castrum, oltre ad alcuni forti di cavalleria nelle sue vicinanze, come ad Albertfalva (in legno di 167 x 190 metri, sotto i Flavi; in pietra di 186x210 metri, sotto Traiano/Adriano), Víziváros, Campona (in pietra di 178 x 200 metri, dove risiedette a partire da Antonino Pio, l'Ala I Thracum veterana sagittaria) ed a Pest (sito dell'antico forte romano di Contra Aquincum, fondato durante le guerre marcomanniche di Marco Aurelio e Commodo) e numerose infrastrutture civili quali terme, anfiteatro, foro ed un acquedotto.
Resti di edifici romani sono tuttora presenti e visitabili sul territorio di Budapest. Vi è anche un museo, il Museum Aquicense. È uno dei siti archeologici in cui è stato rinvenuto nel 1952, su un mattone del muro del palazzo del governatore della Pannonia Inferiore un quadrato del Sator, risalente al 107/108 d.C.; sul suo significato non c'è ancora accordo tra gli studiosi.

## Galleria d'immagini

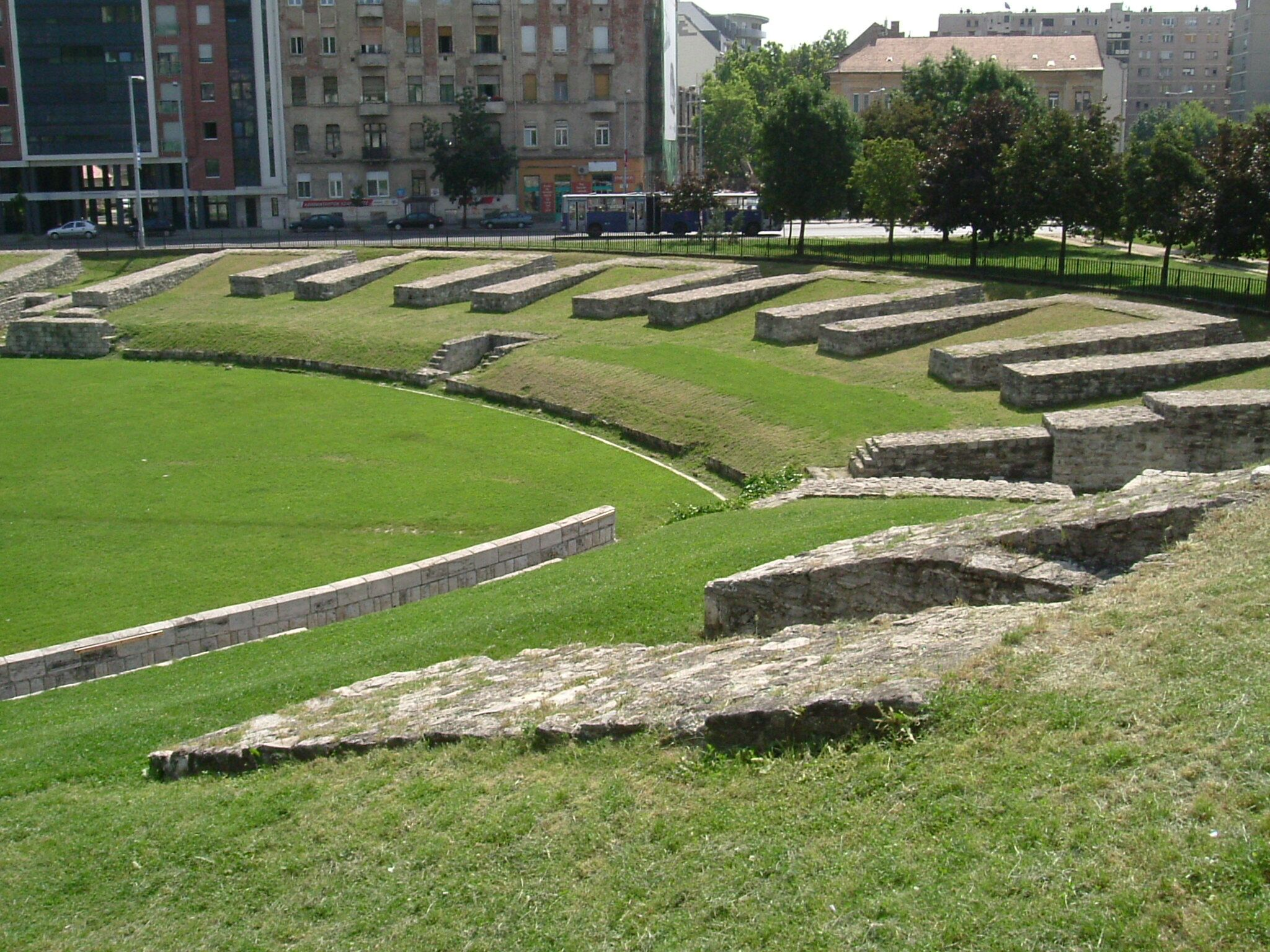
Aquincum: Anfiteatro di via Nagyszombat
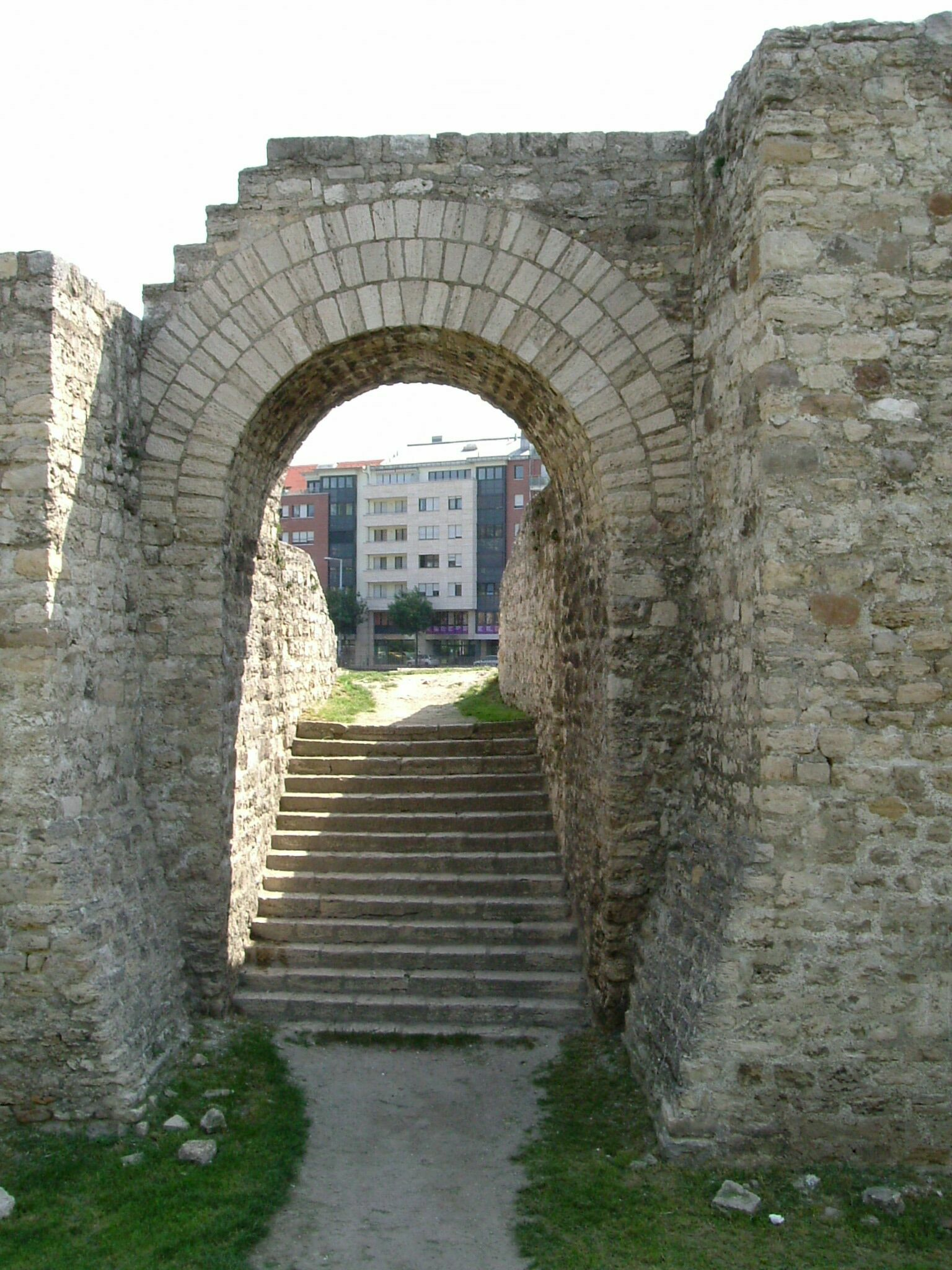
Anfiteatro di via Nagyszombat, Porta principale
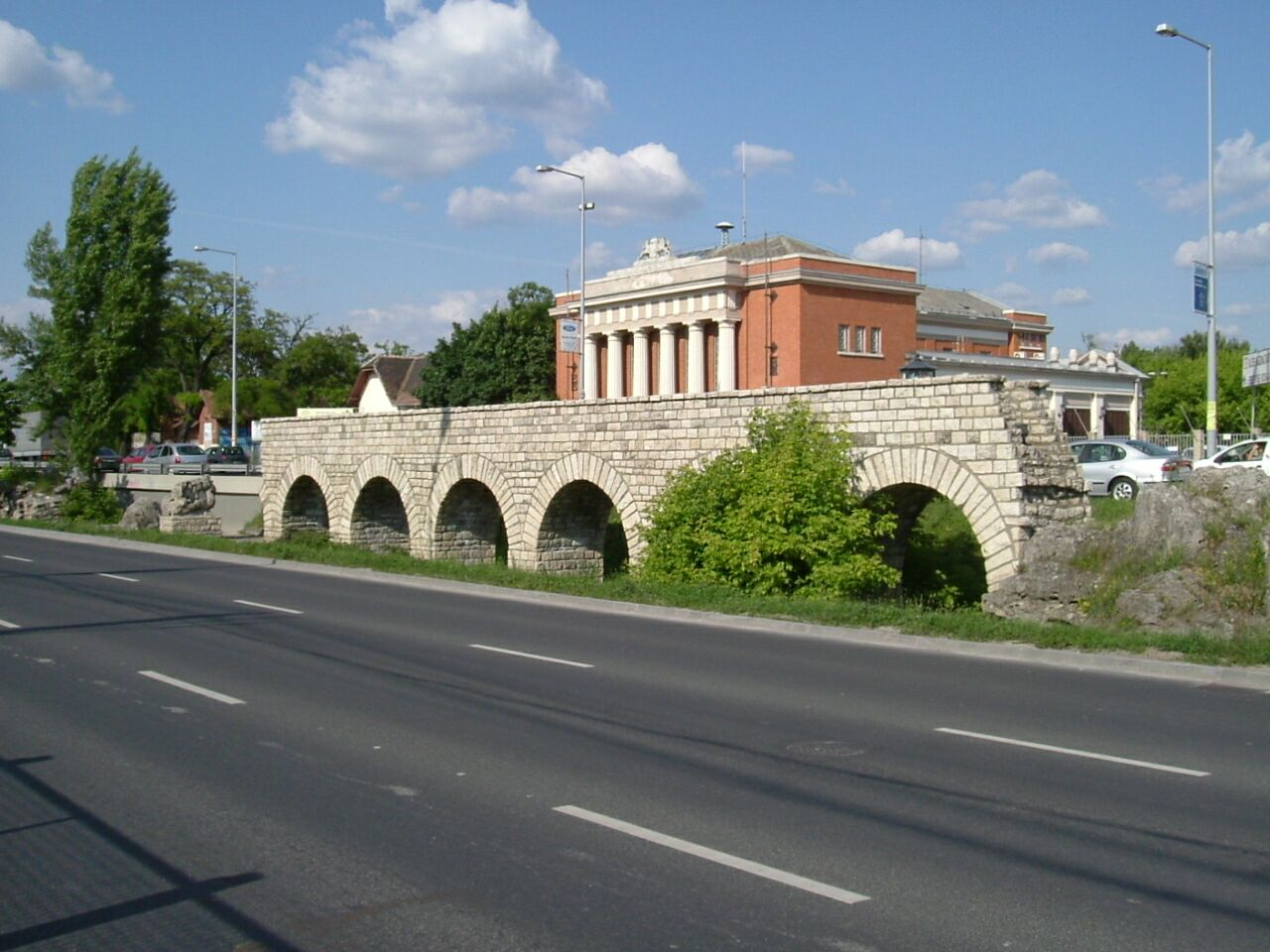
Parte ricostruita di un acquedotto
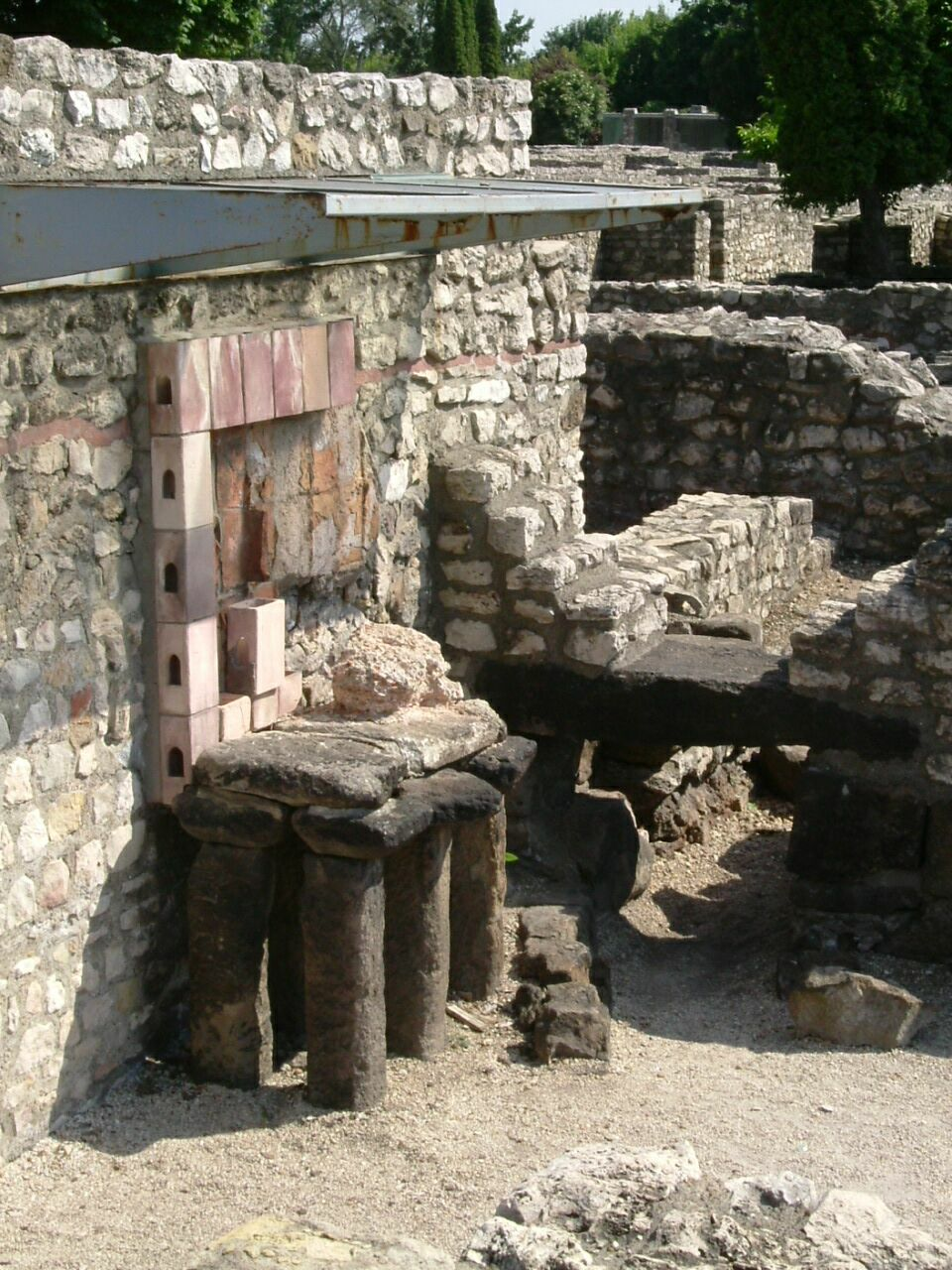
Rovine delle terme
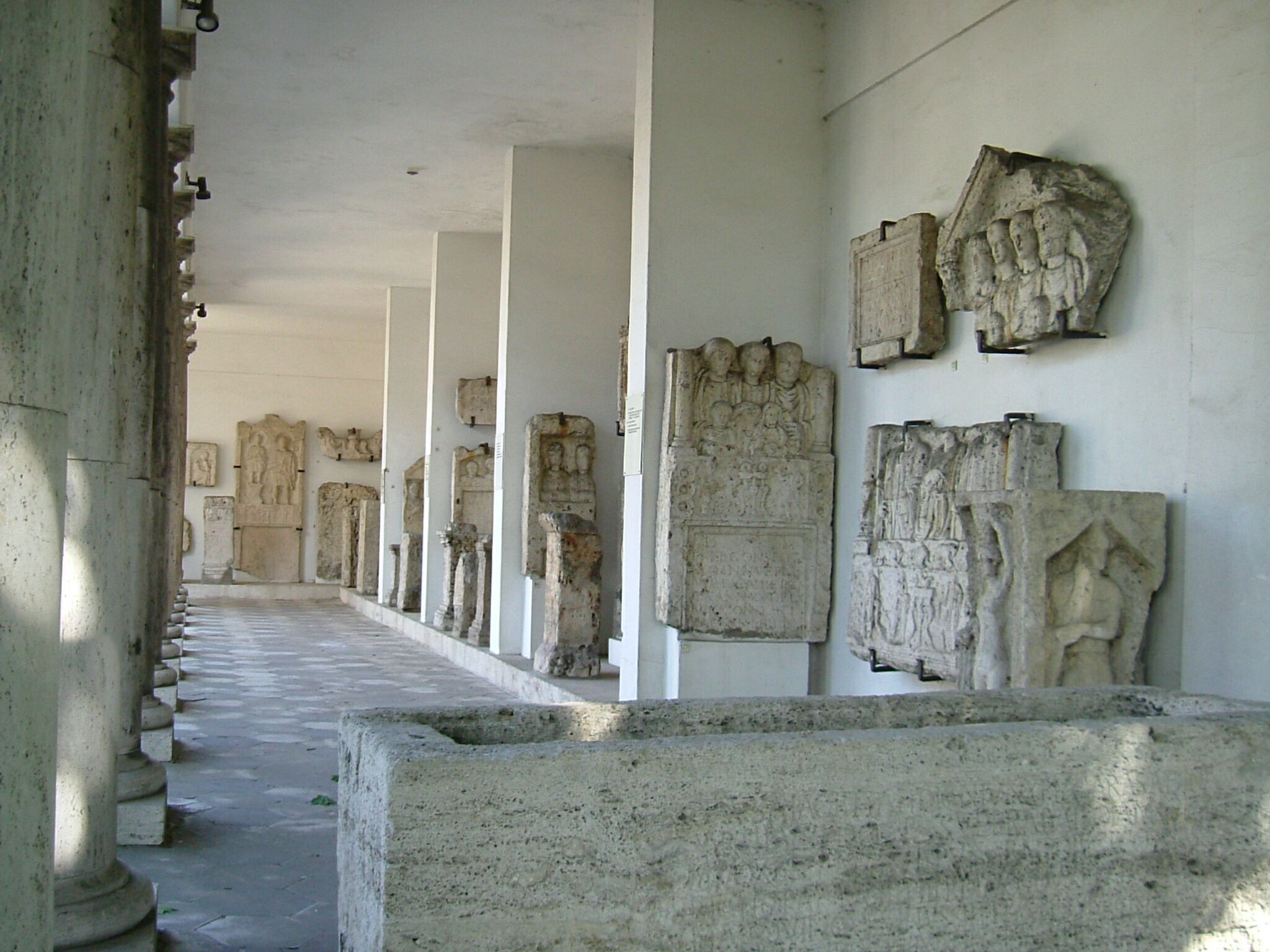
Lapidarium
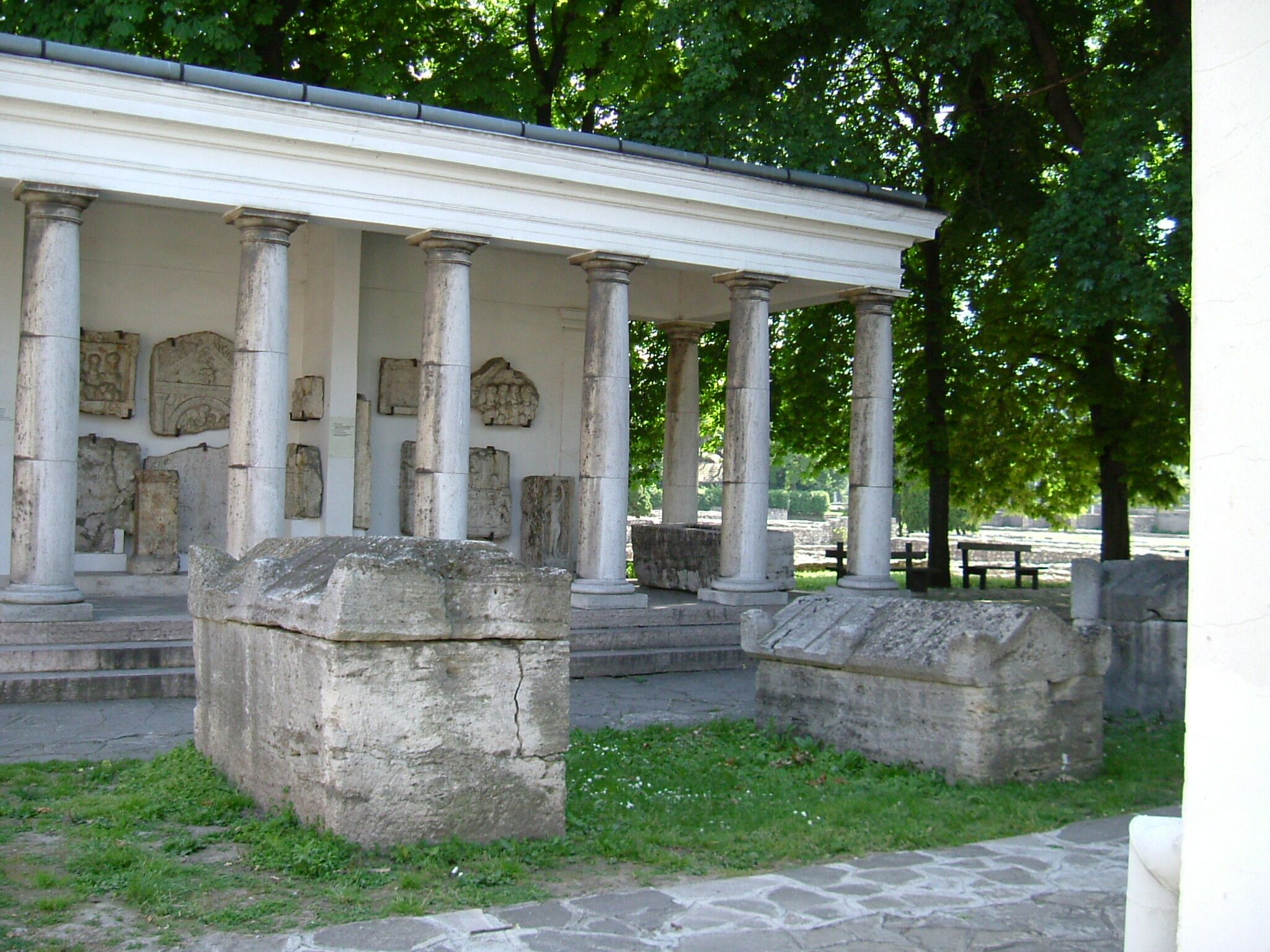
Lapidarium e sarcofagi
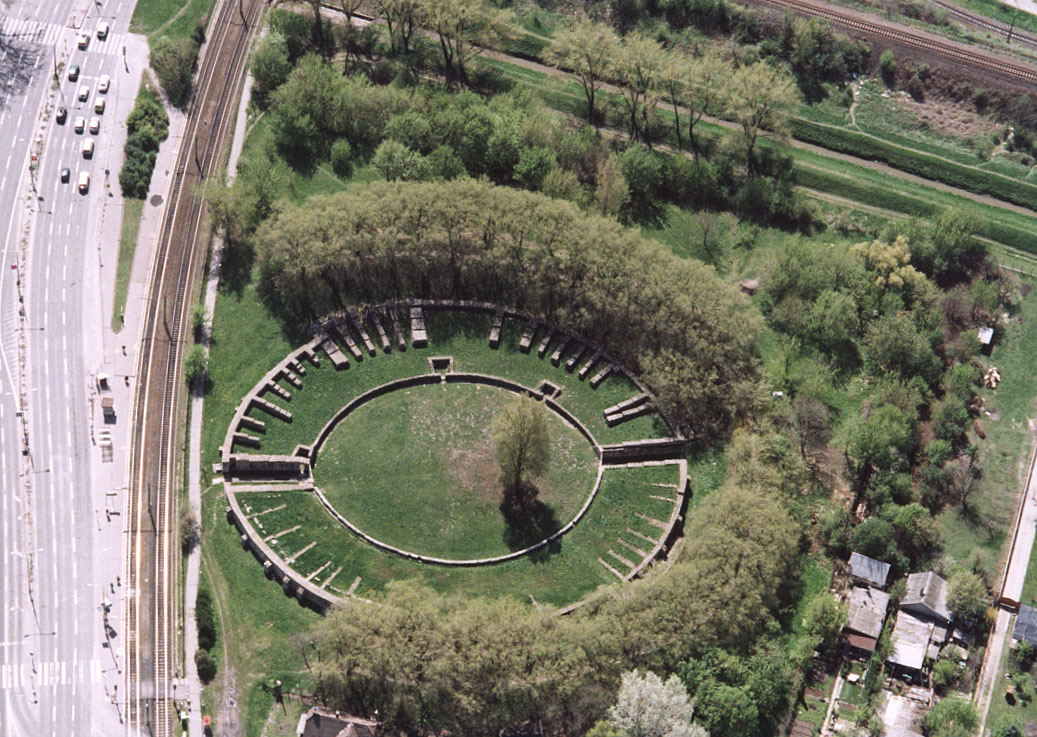
Anfiteatro della città civile
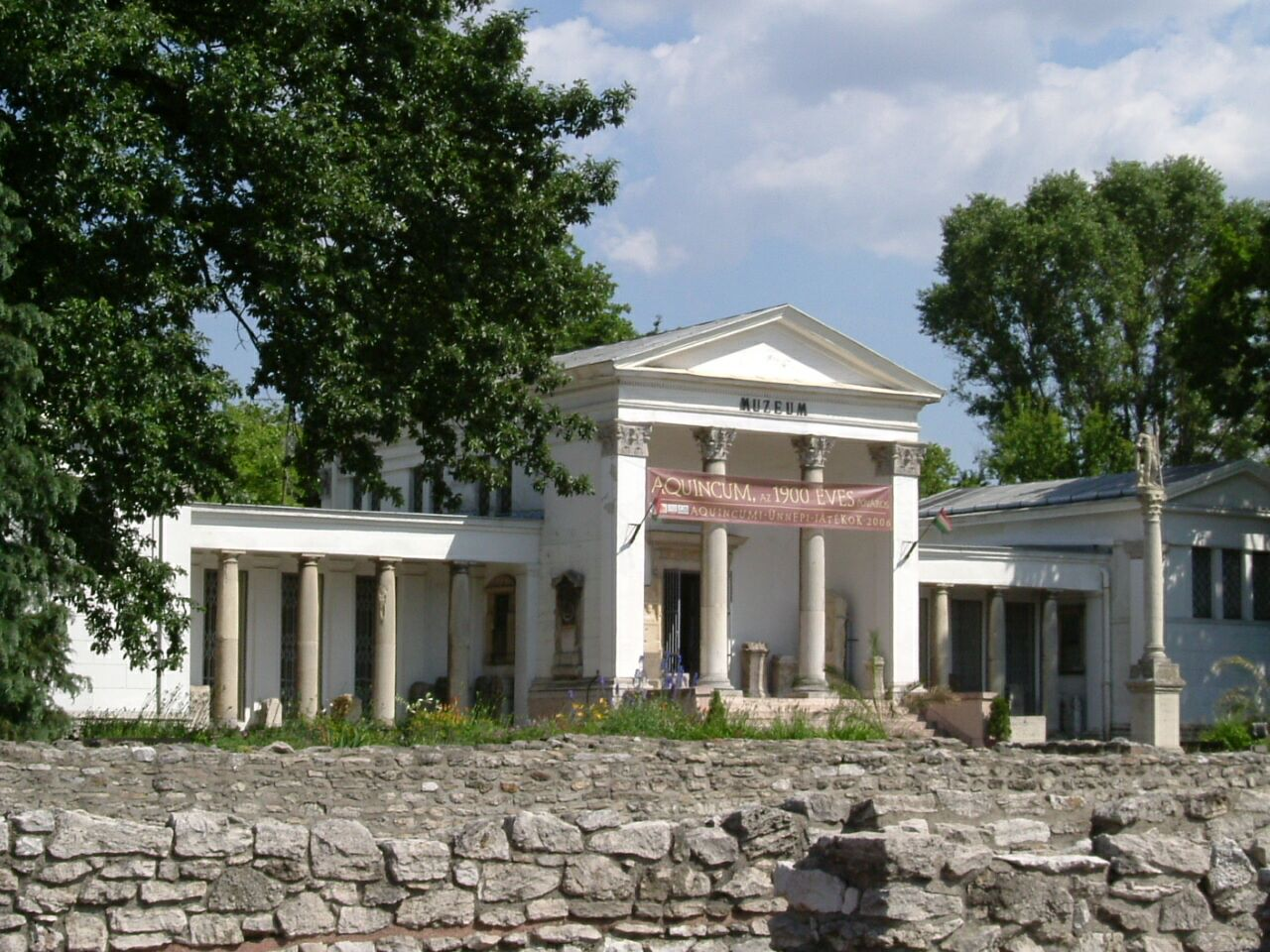
Museo Aquicense
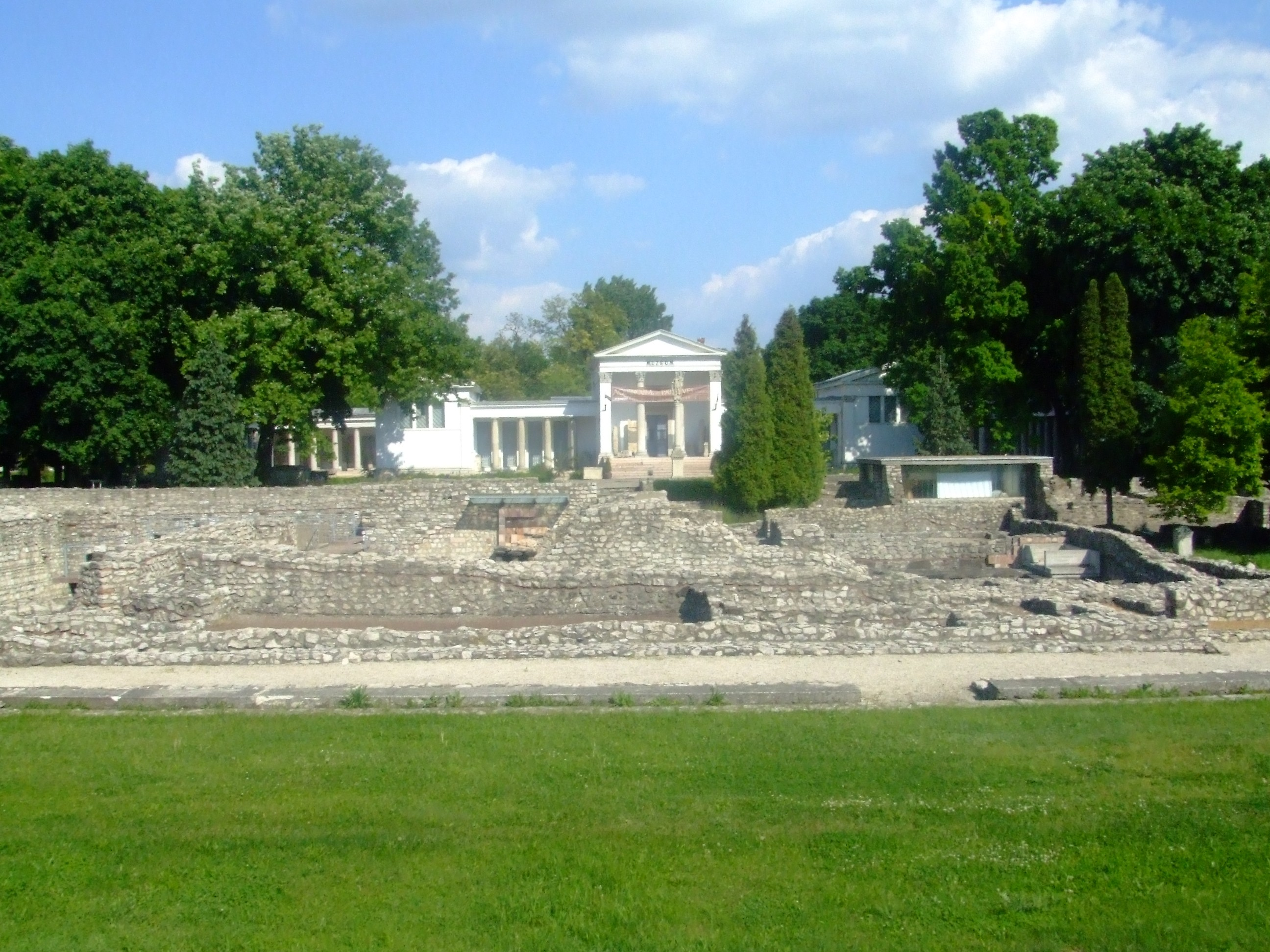
Museo Aquicense
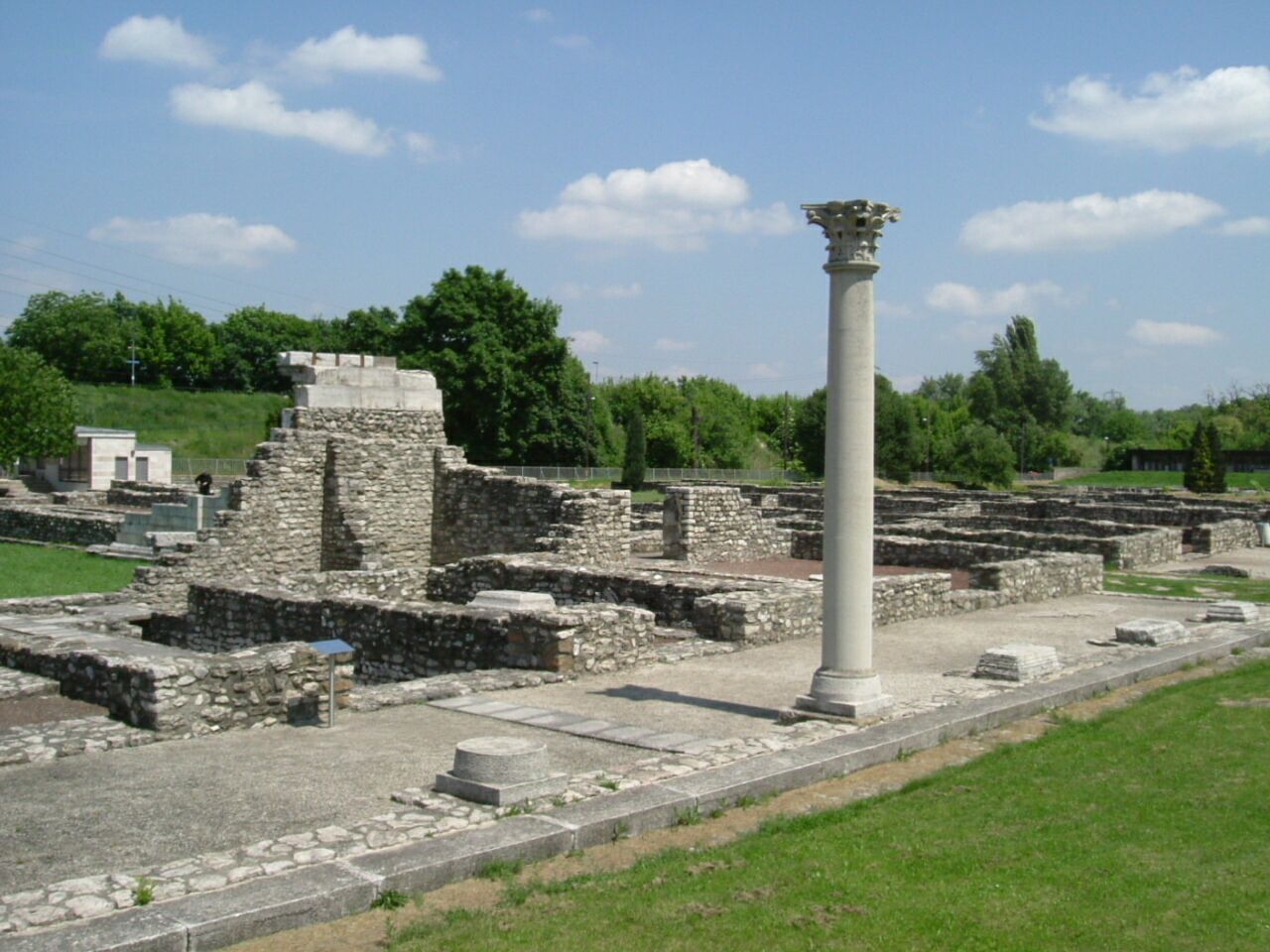
Rovine della città civile
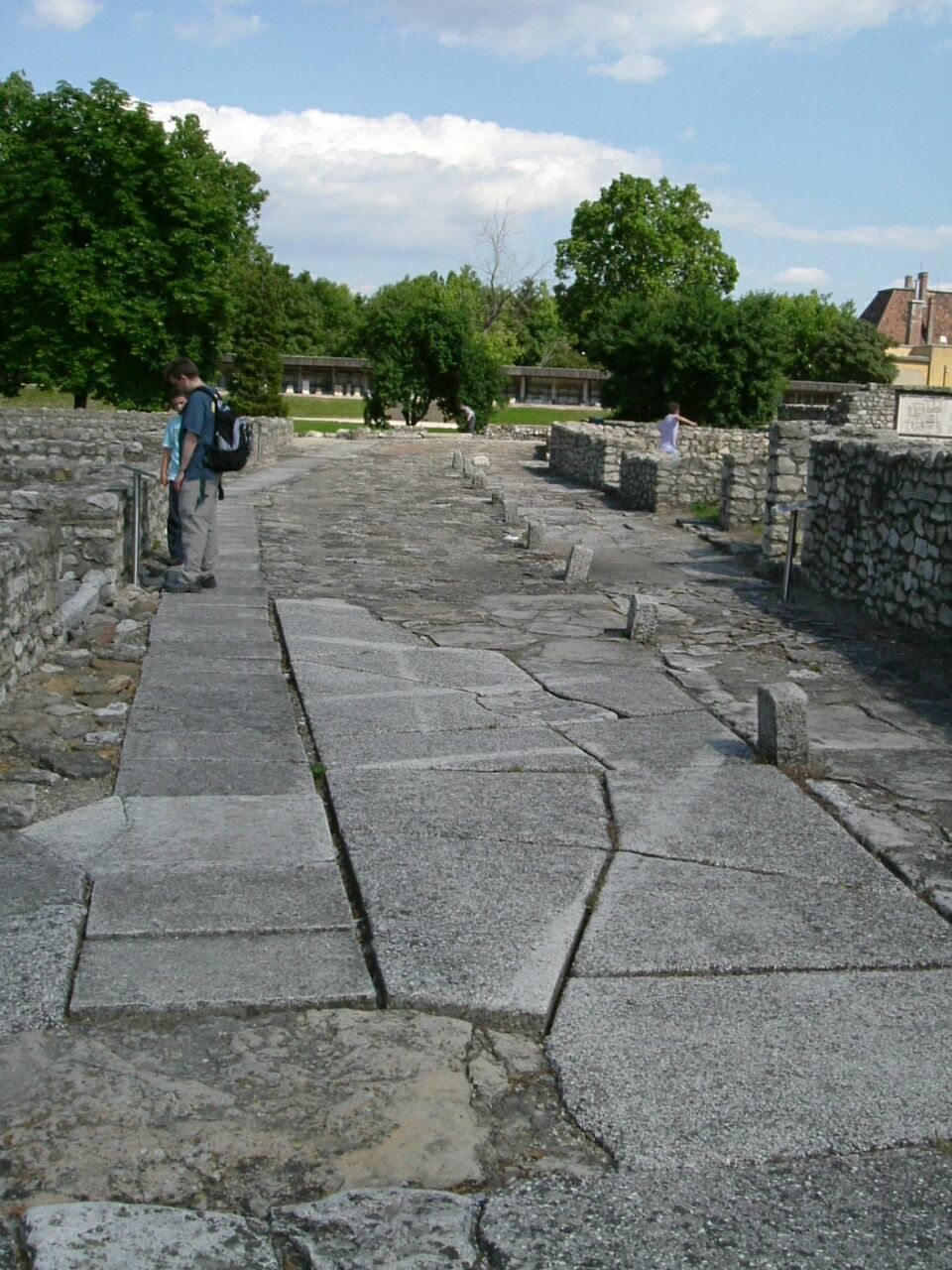
Un'antica via della città
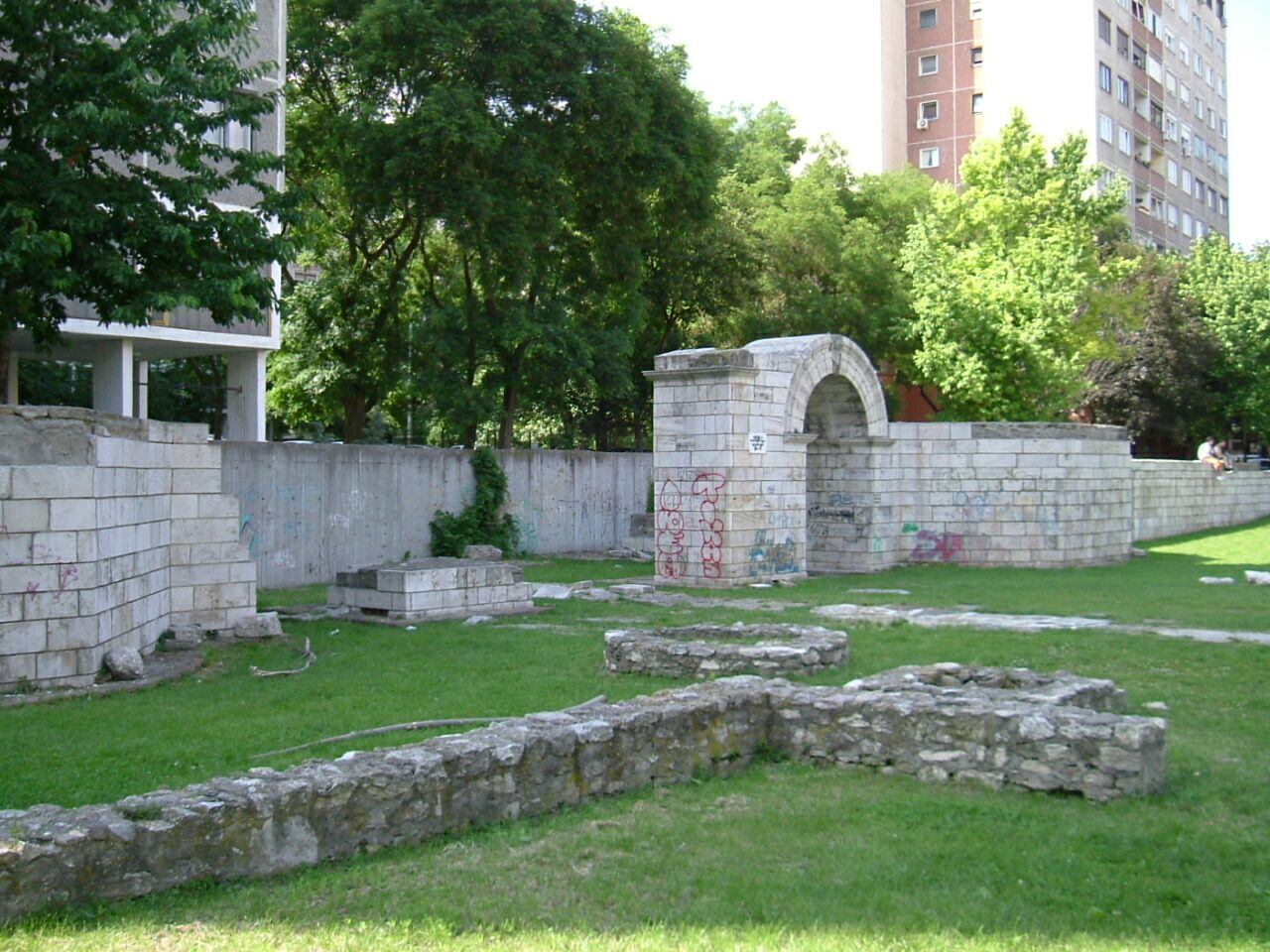
Porta occidentale del forte legionario (parzialmente ricostruita)
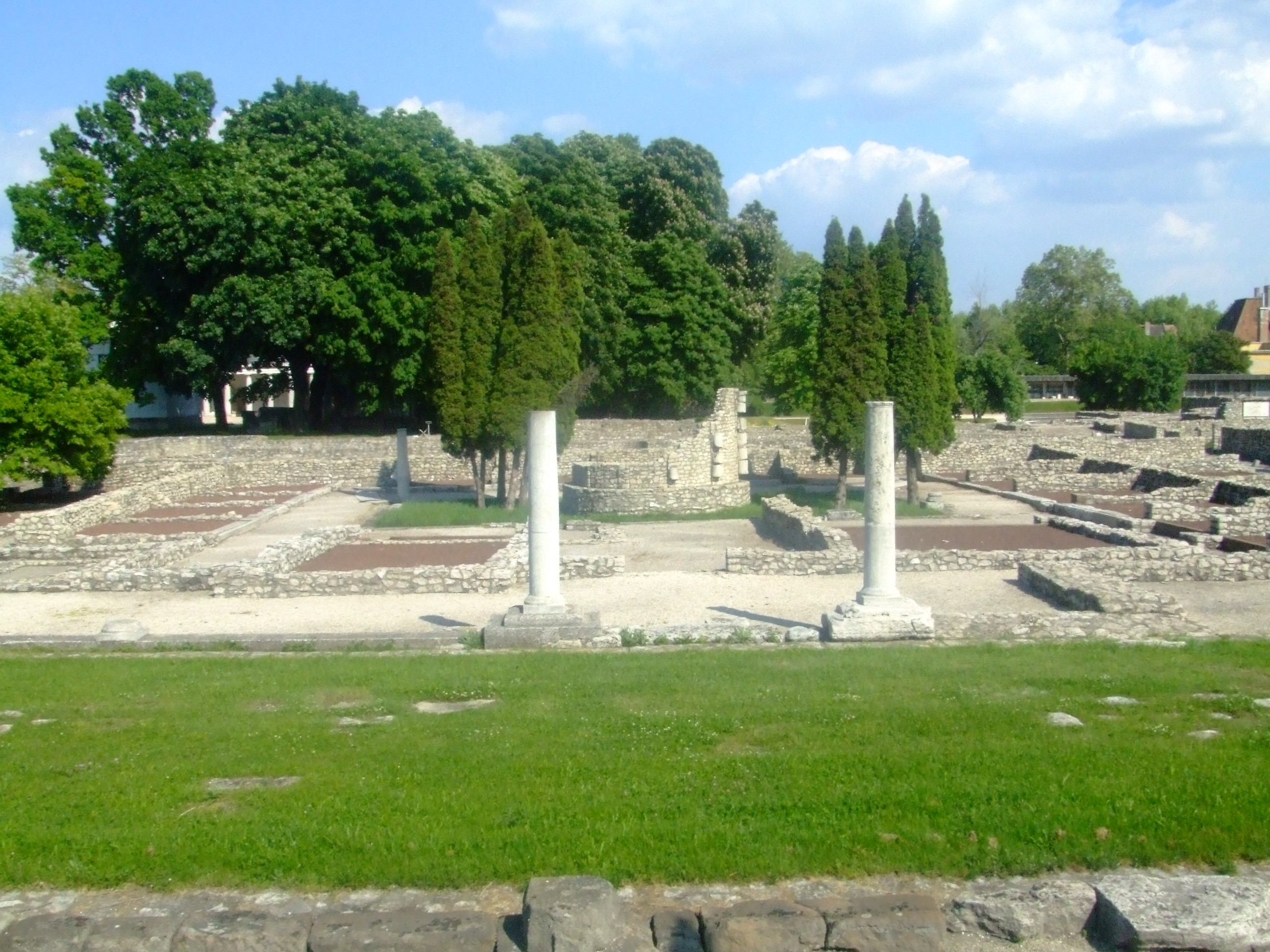
Rovine del macellum nella città civile
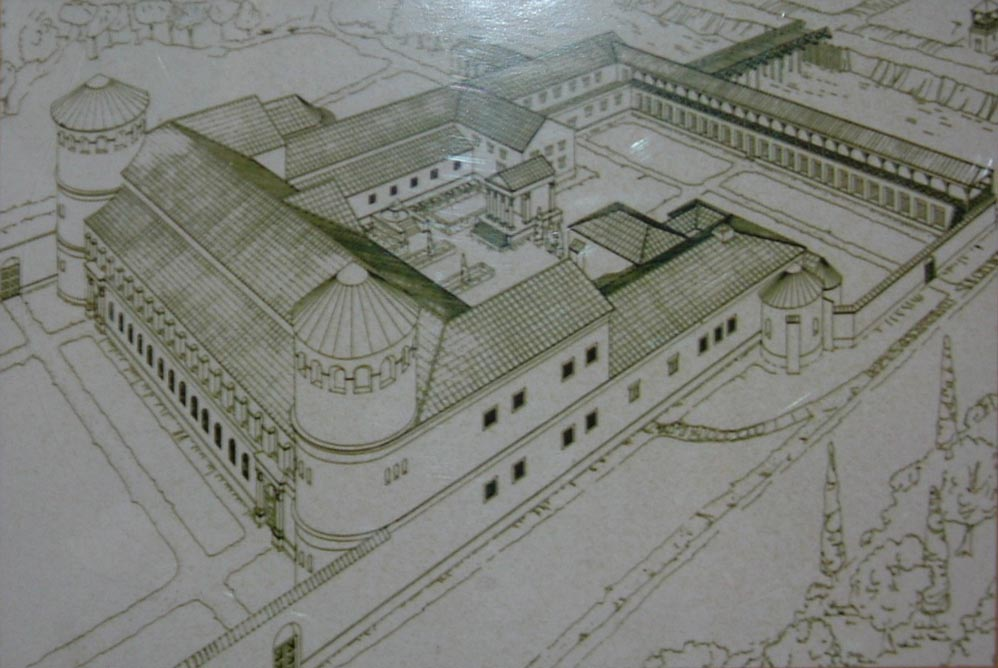
Ricostruzione ideale del palazzo del governatore
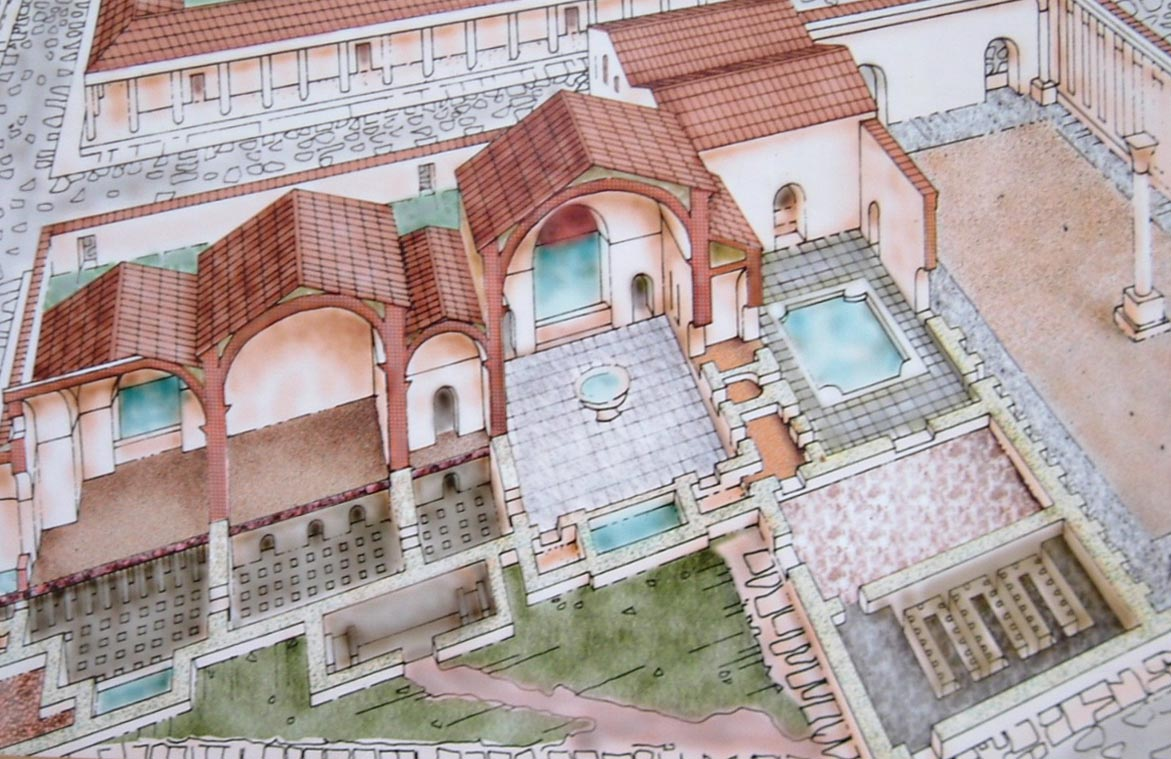
Ricostruzione ideale delle thermae maiaores del forte legionario
Mappa delle thermae maiaores del forte legionario